# Toriimoto-juku
Toriimoto-juku (鳥居本宿, Toriimoto-juku) était la soixante-troisième des soixante-neuf stations du Nakasendō. Elle est située au nord d'Hikone, préfecture de Shiga au Japon.

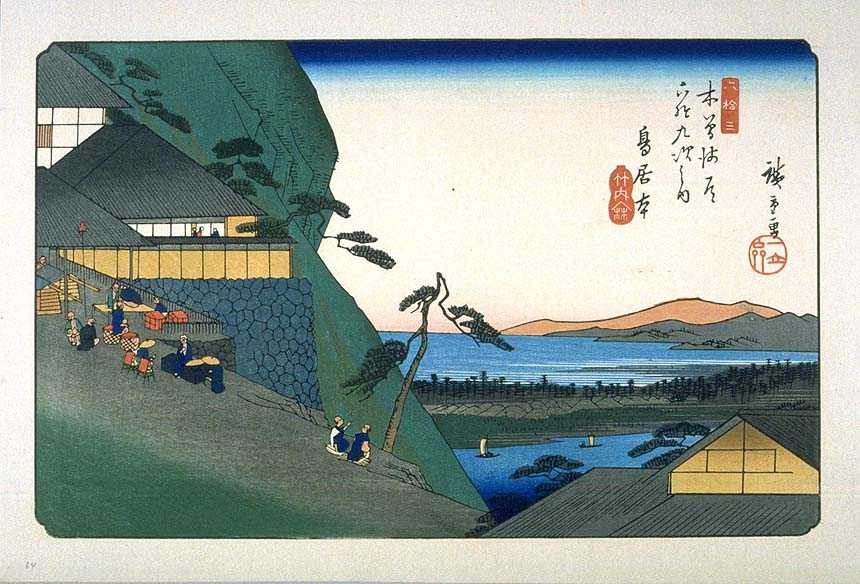
Toriimoto-juku, estampe de Hiroshige de la série Les Soixante-neuf Stations du Kiso Kaidō.

Encore aujourd'hui subsistent des restes de cette ancienne shukuba. En entrant par le nord, une allée de pins mène aux deux bâtiments toujours debout. Toriimoto-juku était une shukuba florissante avec son honjin et ses deux honjin secondaires car elle était au départ d'autres parcours dont le Chōsenjin Kaidō qui reliait cette station à Musa-juku.

## Stations voisines
Nakasendō
Banba-juku – Toriimoto-juku – Takamiya-juku